# 出水市

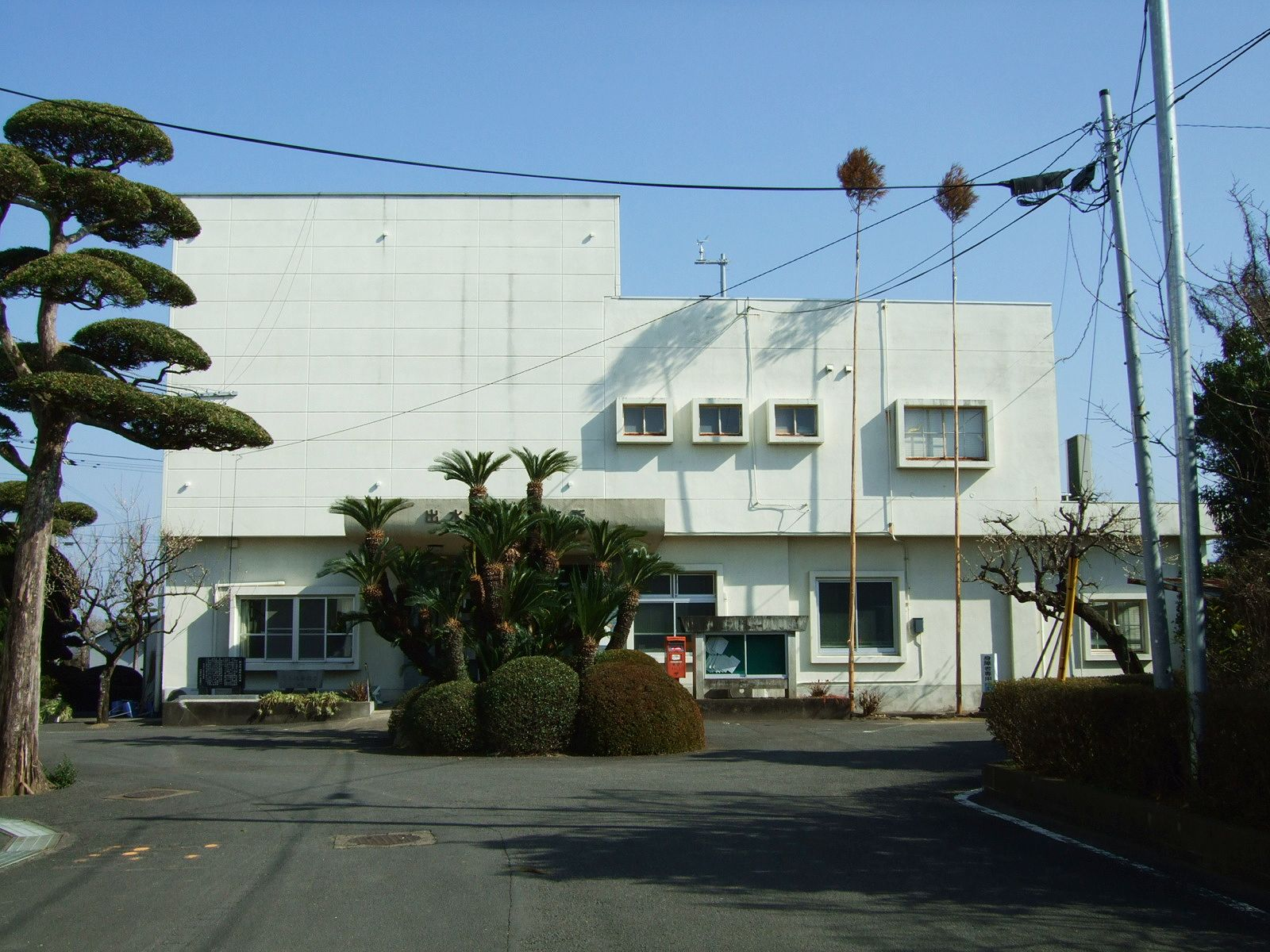
野田支所（旧: 野田町役場）

出水市（いずみし）は、鹿児島県と熊本県の境目にある鹿児島県の北西にある主要都市となっている。ツルの渡来地として知られている。

## 地理

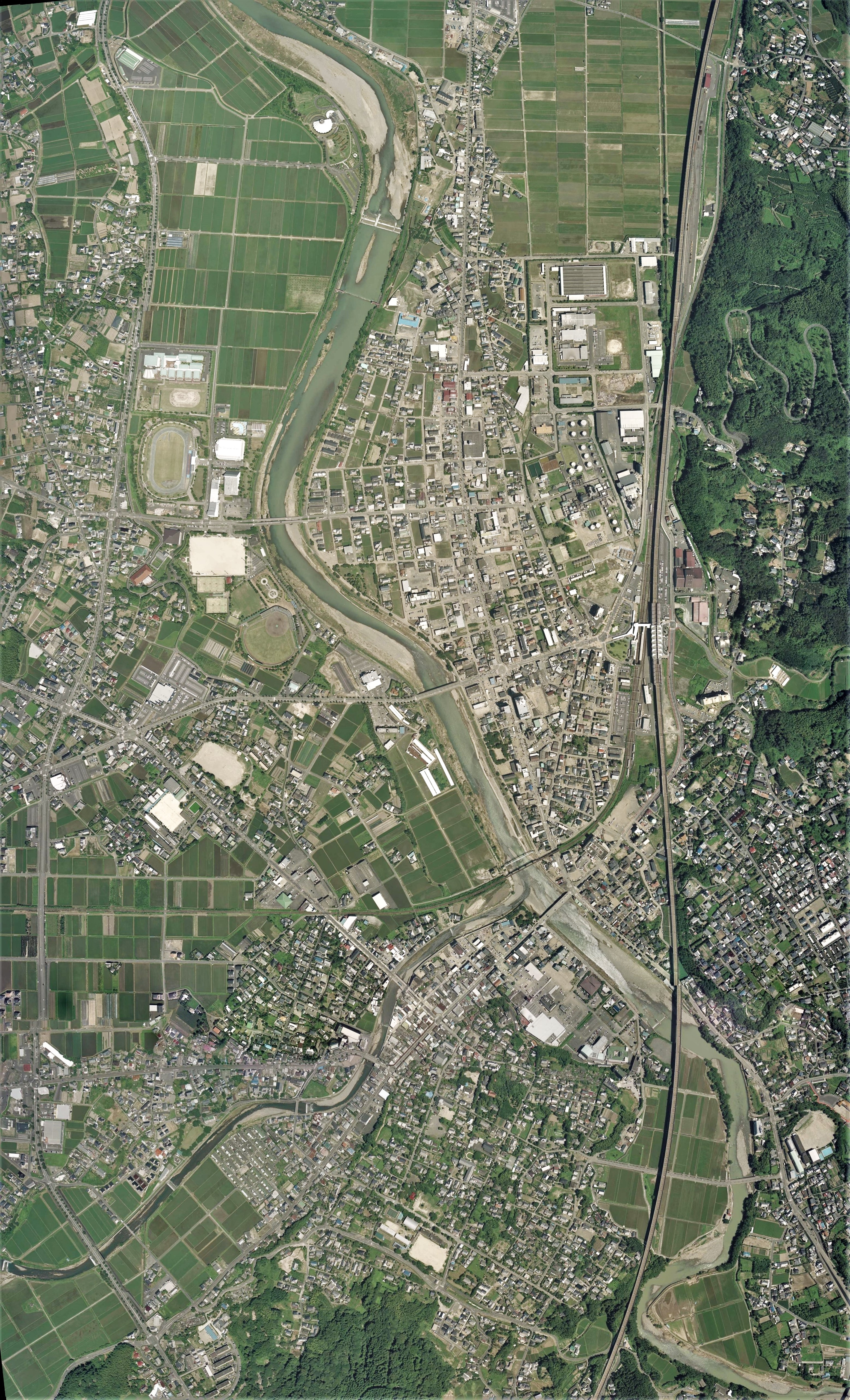
出水市中心部周辺の空中写真。
2006年7月29日撮影の4枚を合成作成。。

鹿児島県の北西部、鹿児島市から北北西に約80kmの場所に位置する。市域北部は八代海（不知火海）に面しており、東部は矢筈岳を主峰とする肥薩山脈が北東に走り、南部は紫尾山を中心とする山塊が東西に伸びる。市域の大半は扇状地であり、米ノ津川とその支流の平良川、高尾野川、野田川がそれぞれ北西流して八代海（不知火海）に注ぐ。市内には出水平野が広がる。
日本最大のツルの越冬地として知られ、2021年（令和3年）に「出水ツルの越冬地」がラムサール条約湿地に登録され、2022年（令和4年）には日本で初めてラムサール条約湿地自治体の認証を受けた。出水のツルは日本の音風景100選にも選定されている。

### 隣接している自治体
鹿児島県
- 阿久根市
- 薩摩川内市
- 伊佐市
- 薩摩郡さつま町

熊本県
- 水俣市

### 地名
出水市発足時の大字。※は町名設置により消滅。
- 上鯖渕
- 上知識※
- 武本
- 下鯖淵※(旧米ノ津町)
- 下知識※(旧米ノ津町)
- 荘(旧米ノ津町)
- 六月田※(旧米ノ津町)
- 上大川内(旧大川内村)
- 下大川内(旧大川内村)

1971年以降、町名設置が行われる。()内は旧大字。
1971年
- 昭和町(上鯖淵)
- 本町(武本)
- 緑町(上鯖渕・下鯖渕・上知識・六月田)

1972年
- 米ノ津町(下鯖淵)
- 住吉町(下知識)

1975年
- 汐見町(下知識)

1976年
- 浦田町(下知識)

1978年
- 大野原町(武本・上知識)
- 平和町(上知識・下知識・六月田)

1979年
- 麓町(武本)

1980年
- 黄金町(上知識・下鯖渕・六月田)
- 知識町(上知識・下知識・六月田)
- 文化町(上知識・下知識・六月田)
- 六月田町(上知識・下鯖渕・六月田)

1981年
- 中央町(武本・上知識)
- 向江町(武本・上知識)

1985年
- 境町(下鯖淵)

1986年
- 美原町(下鯖淵)

年不詳
- 今釜町(下知識)
- 上知識町(上知識)
- 五万石町(武本・上知識)
- 下鯖町(下鯖淵)
- 下知識町(下知識)
- 西出水町(武本)
- 福ノ江町(上知識・下知識)
- 明神町(下知識)

以下は平成の大合併で合併した地区である。旧町名を大字の前に冠している。
- 野田町上名
- 野田町下名
- 高尾野町大久保
- 高尾野町上水流
- 高尾野町唐笠木
- 高尾野町柴引
- 高尾野町下水流
- 高尾野町下高尾野
- 高尾野町江内(旧江内村)

## 歴史
薩摩の中では国府が置かれた高城地方（現在の薩摩川内市）とともに最も早くヤマト王権に属した。『和名抄』の薩摩国出水郡の地でもある。下鯖町の加紫久利神社は、薩摩二之宮と称される『延喜式』の式内社である。江戸時代には薩摩藩に属し、出水郡出水郷が置かれた。特に出水郷の武士団は事実上の鎖国状態であった薩肥国境地帯の防衛・警備・関所の管理を任ぜされ、出水兵児（いずみへこ）と呼ばれた。彼等は薩摩武士には珍しく、粘り強く常に実直冷静な強兵であったため、藩内でも高く評価されていた。この精神はその後代々請け継がれ、近現代以降、同地出身者で全国的に各方面で活躍する優秀な人材を多く輩出することとなる。

### 年表（近現代）

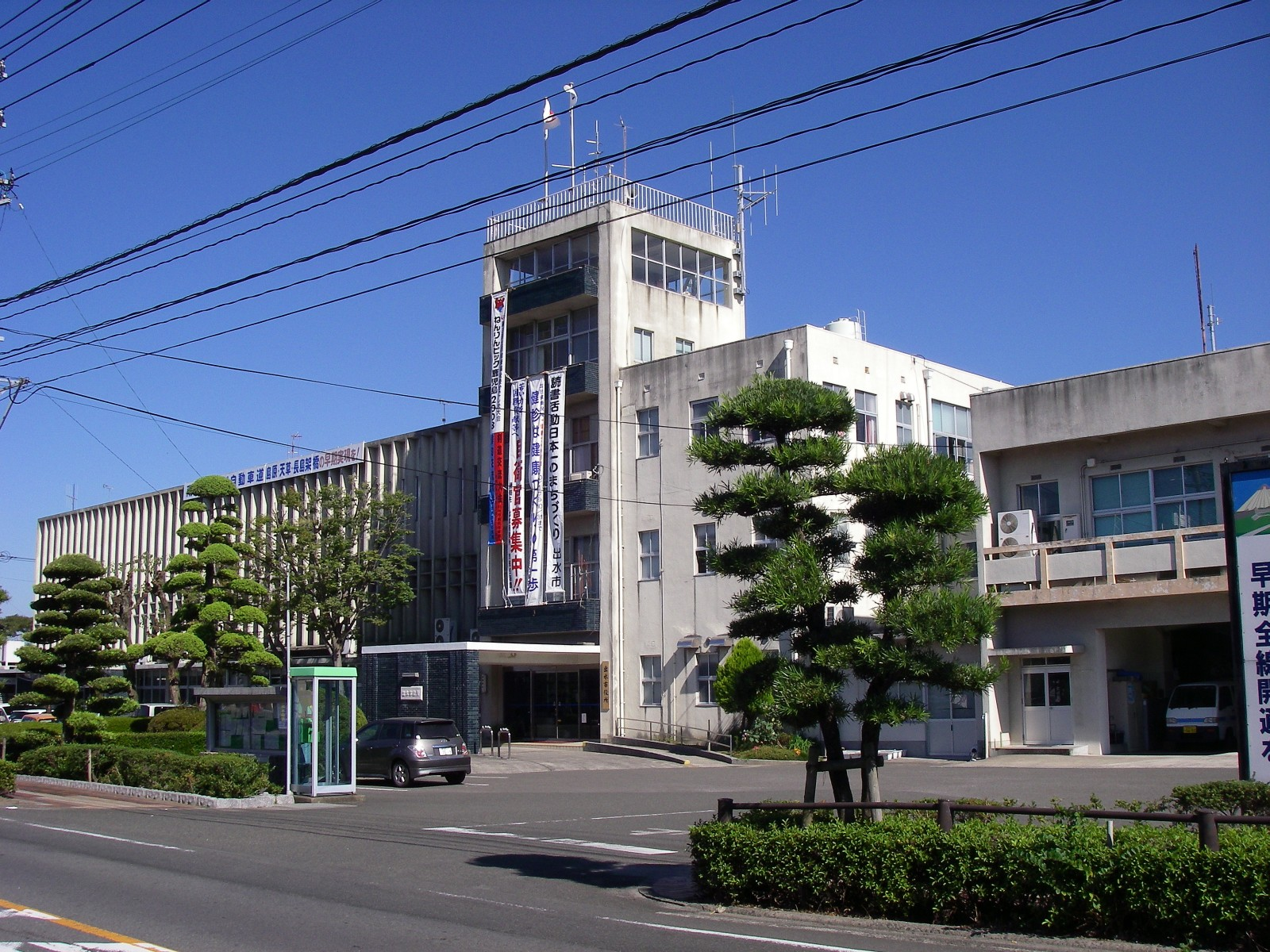
2016年11月までの市役所庁舎

- 1889年4月1日 - 町村制施行により、現在の市域にあたる以下の村が発足。
  - 出水郡上出水村・中出水村・野田村・高尾野村・下出水村
    - 上出水村 ← 武本村、上鯖淵村、上大川内村、下大川内村、上知識村
    - 中出水村 ← 下知識村、六月田村、下鯖淵村、荘村
    - 下出水村 ← 脇本村、江内村
    - 高尾野村 ← 下高尾野村、唐笠木村、上水流村、下水流村、柴引村、大久保村
    - 野田村 ← 上名村、下名村
- 1917年4月1日 - 【町制施行】上出水村 → 出水町
- 1923年7月1日 - 【町制施行】中出水村 → 米之津町
- 1924年4月1日 - 【改称】下出水村 → 三笠村
- 1932年4月1日 - 【町制施行】高尾野村 → 高尾野町
- 1943年4月 - 出水海軍航空隊開隊[3]
- 1945年3月〜8月 - 出水基地を主な目標とする米軍による空襲[4][5]
- 1949年
  - 4月1日 - 【分立】三笠村 → 江内村
  - 6月1日 - 出水駅にお召し列車が7分間停車。駅前奉迎が行われる（昭和天皇の戦後巡幸）[6]。
- 1954年4月1日 - 【対等合併・市制施行】出水町・米之津町 → 出水市
- 1959年4月1日 - 【新設合併】高尾野町、江内村 → 高尾野町（新町制）
- 1975年4月1日 - 【町制施行】野田村 → 野田町
- 1997年7月10日 - 出水市針原地区土石流災害で死者21名をだす。
- 2004年3月13日 - 九州新幹線部分開業
- 2006年3月13日 - 【新設合併】出水市、野田町、高尾野町 → 出水市（新市制）

### 九州新幹線
出水市は国道3号、鹿児島本線など陸上の幹線の要衝として古くから発展してきたが、2004年3月13日の九州新幹線の部分開業以後は次第に生活圏の広域化が進むようになった。一番の変化として鹿児島市や熊本市への日常的な通学または通勤が毎月増加していることである。鹿児島中央駅への到達時間は約24分、熊本駅への到達時間は約30分である（これは姶良市や霧島市方面、鹿児島市南部の喜入より鹿児島市内の都心へ向かうよりも同等または早く着く）。運転は出水駅の始発は下りが朝6:42発、上りが朝6:33発で、鹿児島中央駅・熊本駅からの終電はそれぞれ23:00発である。朝と夕方は概ね30分間隔で運転されている。そのため、新幹線開業後、鹿児島・熊本方面から出水市の職場に通勤してくる姿も見られるようになった。アミュプラザ鹿児島等の開業も影響して次第に利用者が増えている。

## 行政

### 歴代市長
| 代             | 氏名     | 就任年月日    | 退任年月日    | 備考       |
| -------------- | -------- | ------------- | ------------- | ---------- |
| 市長職務執行者 | 吉満重人 | 2006年3月13日 | 2006年4月23日 | 旧野田町長 |
| 初-3代         | 渋谷俊彦 | 2006年4月23日 | 2018年4月22日 | 旧出水市長 |
| 4-5代          | 椎木伸一 | 2018年4月23日 |               |            |

### 国の行政機関
- 国税庁 : 出水税務署（管轄区域: 鹿児島県出水市・阿久根市・出水郡長島町）
- 厚生労働省 : 出水公共職業安定所（ハローワーク出水）
- 法務省 : 鹿児島地方法務局出水出張所

### 県の行政機関
- 鹿児島県出水警察署
- 出水保健所（管轄区域 : 鹿児島県出水市、阿久根市、出水郡長島町）
- 北薩地域振興局出水市駐在

### 消防
- 出水市消防本部

## 経済

### 産業
- 野田地区、出水市境町の針原地区は各種のミカン類が特産品。
- 出水市を中心にそら豆、スナップエンドウも特産品。
- 野田地区、高尾野地区は葉たばこも特産品。
- 高尾野地区ではそば・植木の生産が盛んである。

出水地区では、郊外の国道沿いを中心に大型SC・物販専門・外食チェーン・パチンコなどのロードサイド店や地方銀行の店舗なども集積しつつある。原則は地元密着のチェーンが中心であるが、最近ではユニクロ・マクドナルド・ダイナム・すき家・コメダ珈琲店等の全国展開する店舗も立地するようになった。日常的な購買商圏は出水市、隣接する伊佐市、長島町、阿久根市、さつま町の一部、また県境を越えて熊本県の水俣市、津奈木町まで及んでいる。
後述するように、パイオニアの工場やNEC子会社の工場が閉鎖され、地元での働き口が減っているという懸念もある。

#### 出水市に本社・製造拠点を置く主要企業
- マルイ農協グループ: 日本有数の鶏卵・養鶏・食品流通企業。
- ヤマト電子 : プラズマ電子部品の製法特許を持つ。
- 雲海酒造鹿児島工場（出水蔵。旧社名：新屋酒造） : 宮崎県に本社を置く焼酎メーカー（当工場の主力商品は「さつま木挽」である）。
- タケマン : 宮内庁御用達の筍食品製造、全国に得意先がある。
- 住化積水フィルム : 住友化学・積水化学工業の関連会社で包装用フィルムや農業用フィルムの製造販売メーカー。
- 神酒造 : 本格焼酎の製造、販売は宝酒造を介して全国展開。
- 大豊工業九州工場 : 愛知県豊田市に本社を置く自動車部品メーカー。
- マルマエ : 半導体、液晶、太陽電池に使用する製造装置部品の設計、製造、販売を行う企業。
※2011年3月14日、裁判外紛争解決手続を申請。
- 出水酒造出水工場（旧社名：霧島横川酒造） : 本格焼酎の製造と販売をしている。工場の隣の敷地に「ホテル泉國邸」（2016年4月27日グランドオープン）がある。（当工場の主力商品は「出水に黒鶴」・「出水に舞姫」・「泉之國」・九州限定販売の「出水は鶴之里」）

#### かつて存在した主要企業
- パイオニアプラズマディスプレイ鹿児島工場 : パイオニアプラズマTV生産拠点の一つ。経営難のため2009年3月に閉鎖。
- NEC液晶テクノロジー鹿児島工場 : 神奈川県に本社を置くNECの子会社。秋田工場に統合のため2009年12月に閉鎖。

#### 主要小売店

##### スーパー
- サンキュー出水店
- スーパーセンタートライアル出水黄金店
- 大和
  - プラッセだいわ出水店
  - だいわ高尾野店
- エーコープ
  - 西いずみ店
  - 米ノ津店
  - 高尾野北部店
  - 江内店
  - 野田店
- スーパーよしだ
  - 米ノ津店
  - 西ノ口店
  - 鹿島店
  - トゥモロウ下水流店
  - トゥモロウ高尾野店
- コープかごしま
  - 出水店

##### 薬局
- サンドラッグ
  - 出水店
- スーパードラッグコスモス
  - 米ノ津店
  - 出水店
  - 西出水店
  - 出水野田店
  - 出水黄金店
- そうごう薬局
  - 出水店
- 奥田薬局
- ドラッグストアマツモトキヨシ
  - 出水コープ店（旧店舗名：ミドリ薬品出水コープ店）
- 出水郡薬剤師会会営薬局
  - 出水店
  - 高尾野店
- イズミ薬局
- フタヤ薬局 出水店
- ドラッグストアモリ
  - 出水中央町店
  - 出水店

##### ホームセンター・ディスカウントストア
- ダイレックス出水店
- ナフコ出水インター店
- ニシムタ出水店
- コメリハード&グリーン高尾野店
- コメリ パワー 出水店

#### 車買取・中古車販売店
- マッハGo!Go!Go!車買取
  - 鹿児島出水店

#### 専門店
家電
- ヤマダデンキ : テックランドNew出水店、マツヤデンキ高尾野店
- ケーズデンキ出水店（旧店舗名：ケーズデンキ出水パワフル館）

洋服など
- 洋服の青山出水店
- フタタ出水店
- ユニクロ出水店
- しまむら出水店

## 姉妹都市・提携都市
日本国内に「友好都市」が2市、国外に「姉妹都市」が2件ある。国内友好都市はいずれもツルの縁によるもので、物産交流事業や自然環境などを学習する青少年相互派遣事業を実施している。

### 日本国内
- 釧路市（北海道）
  - 1989年（平成元年）8月22日 - 友好都市盟約締結[8]

ツルの縁。
- 周南市（山口県）
  - 2008年（平成20年）11月10日 - 友好都市盟約締結[8][10]

ツルの縁。周南市八代地区には「八代のツル及びその渡来地」（国の天然記念物）がある。小学校どうしの交流、観光協会の相互訪問に加え、2006年（平成18年）には出水市の保護ツルを渡来数が減少する八代に移送することもおこなわれた。文化・教育・経済の各分野に幅を広げるため、友好都市協定締結に至る。

### 日本国外
- 順天市（大韓民国全羅南道）
  - 2012年11月13日 - 姉妹都市盟約締結[9][11]

ツルを通じた縁。順天市には韓国有数のツル飛来地である順天湾（ラムサール条約登録湿地）がある。2009年（平成21年）に「出水市と韓国順天市におけるツル保護等のための友好交流に関する協定書」を締結し、交流を進めて姉妹都市協定に至る。
- 埔里鎮（台湾南投県）
  - 2017年5月31日 - 姉妹都市協定締結[9][12]

埔里鎮にある国立曁南国際大学付属高校 (zh:國立暨南國際大學附屬高級中學) と出水中央高校とで音楽を通じた交流があったことから。

### その他の提携
- 錦江町（鹿児島県）
  - 2018年6月8日 - 敵対都市提携宣言署名式[13][14]

敵対都市を名乗る提携は「全国初」とされる。鹿児島県のローカルヒーロー「薩摩剣士隼人」を手掛ける外山雄大によるご当地アイドル連携プロジェクトから始まったもので、出水市のご当地ガールズ「いずみとりとりガールズ」（2017年から活動を開始）と錦江町のご当地ガールズ「錦江くわがたガールズ」（先発）を「ライバル関係」としている。
対立構図によるPRを打ち出すもので、双方自治体が関わるイベントで「ご当地ガールズキャラ」・ゆるキャラ（出水市の「つるのしん」、錦江町の「でんしろう」）が出演しての町PR対決や、自治体幹部・職員同士による「対決」を行う。

## 地域

### 人口
| |                                        |  |
| 出水市と全国の年齢別人口分布（2005年） | 出水市の年齢・男女別人口分布（2005年） |  |
| ■紫色 ― 出水市 ■緑色 ― 日本全国 | ■青色 ― 男性 ■赤色 ― 女性              |  |
| 出水市（に相当する地域）の人口の推移 \| 1970年（昭和45年） \| 56,289人 \| \| \| 1975年（昭和50年） \| 55,006人 \| \| \| 1980年（昭和55年） \| 57,279人 \| \| \| 1985年（昭和60年） \| 58,402人 \| \| \| 1990年（平成2年） \| 57,962人 \| \| \| 1995年（平成7年） \| 58,655人 \| \| \| 2000年（平成12年） \| 58,460人 \| \| \| 2005年（平成17年） \| 57,907人 \| \| \| 2010年（平成22年） \| 55,621人 \| \| \| 2015年（平成27年） \| 53,758人 \| \| \| 2020年（令和2年） \| 51,994人 \| \| |                                        |  |
| 総務省統計局 国勢調査より |                                        |  |
| 1970年（昭和45年） | 56,289人                               |  |
| 1975年（昭和50年） | 55,006人                               |  |
| 1980年（昭和55年） | 57,279人                               |  |
| 1985年（昭和60年） | 58,402人                               |  |
| 1990年（平成2年） | 57,962人                               |  |
| 1995年（平成7年） | 58,655人                               |  |
| 2000年（平成12年） | 58,460人                               |  |
| 2005年（平成17年） | 57,907人                               |  |
| 2010年（平成22年） | 55,621人                               |  |
| 2015年（平成27年） | 53,758人                               |  |
| 2020年（令和2年） | 51,994人                               |  |

### 教育

#### 高等学校

##### 県立

鹿児島県立出水高等学校

- 鹿児島県立出水高等学校
- 鹿児島県立出水工業高等学校
- 鹿児島県立野田女子高等学校

##### 市立
- 出水市立出水商業高等学校

##### 私立
- 出水中央高等学校

#### 義務教育学校
- 出水市立鶴荘学園

#### 中学校
すべて市立
- 出水中学校
- 大川内中学校
- 米ノ津中学校
  - 桂島分校
- 高尾野中学校
- 江内中学校
- 野田中学校

#### 小学校
出水市の小学校
- 出水小学校
- 上場小学校
- 大川内小学校
- 切通小学校
- 米ノ津小学校
- 米ノ津東小学校
  - 桂島分校
- 西出水小学校
- 東出水小学校
- 蕨島小学校
- 高尾野小学校
- 下水流小学校
- 江内小学校
- 野田小学校

※一部の小学校には幼稚園も併設されている。

#### 特別支援学校
- 鹿児島県立出水特別支援学校

## 交通

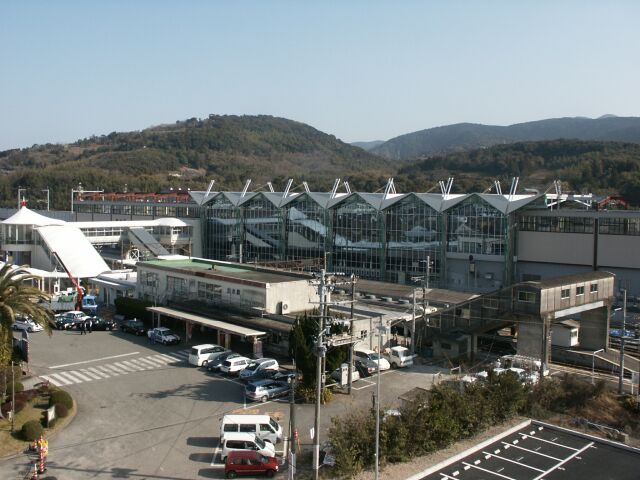
出水駅

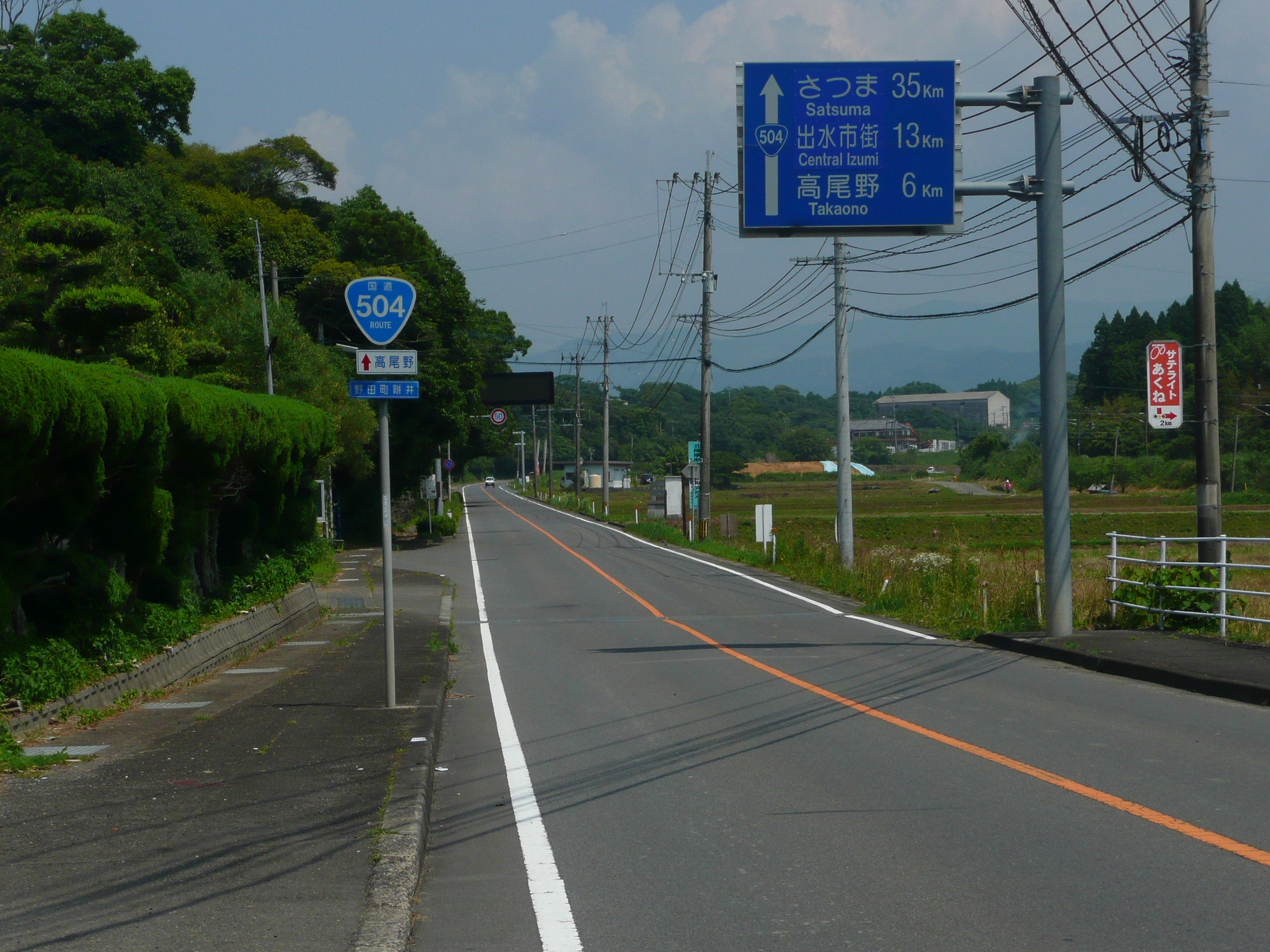
国道504号終点（野田町下名）

### 空港
最寄り空港は鹿児島空港あるいは阿蘇くまもと空港で、いずれも公共交通機関での所要時間は1時間半程度。鹿児島空港へは市内各地より直通の空港バスで、阿蘇くまもと空港へは九州新幹線と空港バス（すーぱーばんぺいゆ号）の乗り継ぎとなる（乗継駅は新八代駅）。

### 鉄道
- 中心となる駅: 出水駅
- 九州旅客鉄道（JR九州）
  - 九州新幹線: 出水駅
- 肥薩おれんじ鉄道
  - 肥薩おれんじ鉄道線: 米ノ津駅 - 出水駅 - 西出水駅 - 高尾野駅 - 野田郷駅

### バス路線

#### 空港連絡バス
- 南国交通 が運行。
  - 阿久根市役所 - 出水駅 - 宮之城 - 鹿児島空港

#### 蔵之元行きシャトルバス
- 南国交通 が運行。天草方面行きのフェリーと接続。
  - 出水駅 - だんだん市場前 - 指江庁舎前 - 蔵之元港

#### 一般路線バス
- 南国交通 : 出水市を起点に熊本県水俣市と阿久根市、長島町方面へ路線バスを運行。
  - 水俣 - 米ノ津 - 出水駅 - 高尾野 -野田 - 阿久根
  - 出水駅 - 高尾野 - 野田 - 脇本 - だんだん市場前

#### コミュニティバス
- 出水ふれあいバス:出水駅前に位置する出水バスセンターを起点に市内各方面へ運行されている。運行委託は南国交通。

### 道路

#### 高速道路
- E3A 出水阿久根道路
出水インターチェンジ - 高尾野北インターチェンジ - 野田インターチェンジ
南九州自動車道（高規格幹線道路）の一部であり無料で通行可能。県境から出水インターチェンジまでの間は芦北出水道路として事業中（建設工事中）である。芦北出水道路のインターチェンジは、出水北インターチェンジが設置される予定である。
- 北薩横断道路（地域高規格道路）
中屋敷インターチェンジ - 高尾野インターチェンジ

上記の2路線は2023年現在、いずれも全国的な高速道路網には接続していない。全国的な高速道路網と接続している最寄りのインターチェンジは南九州自動車道水俣インターチェンジである。

#### 一般国道
- 国道3号 : 九州では珍しく、非常に長い直線の区間が存在する。
- 国道328号
- 国道447号
- 国道504号

#### 一般県道
- 熊本県道・鹿児島県道117号水俣出水線
- 鹿児島県道367号脇本荘線
- 鹿児島県道368号荒崎田代線
- 鹿児島県道369号西出水停車場線
- 鹿児島県道370号出水停車場線
- 鹿児島県道371号米ノ津港線
- 鹿児島県道372号沖田新蔵線
- 鹿児島県道373号荘上鯖淵線
- 鹿児島県道374号出水高尾野線
- 鹿児島県道378号荒崎黒之浜港線

#### 主要地方道
- 鹿児島県道46号阿久根東郷線
- 鹿児島県道48号出水菱刈線

## 名所・旧跡・観光スポット・祭事・催事

出水麓（税所邸正門）

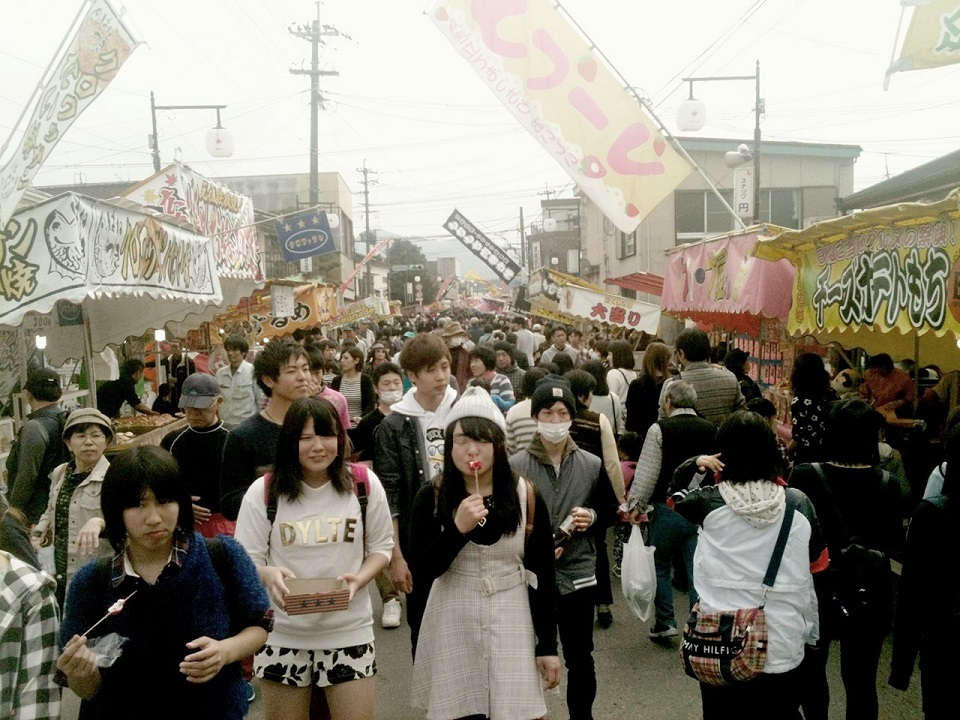
中の市

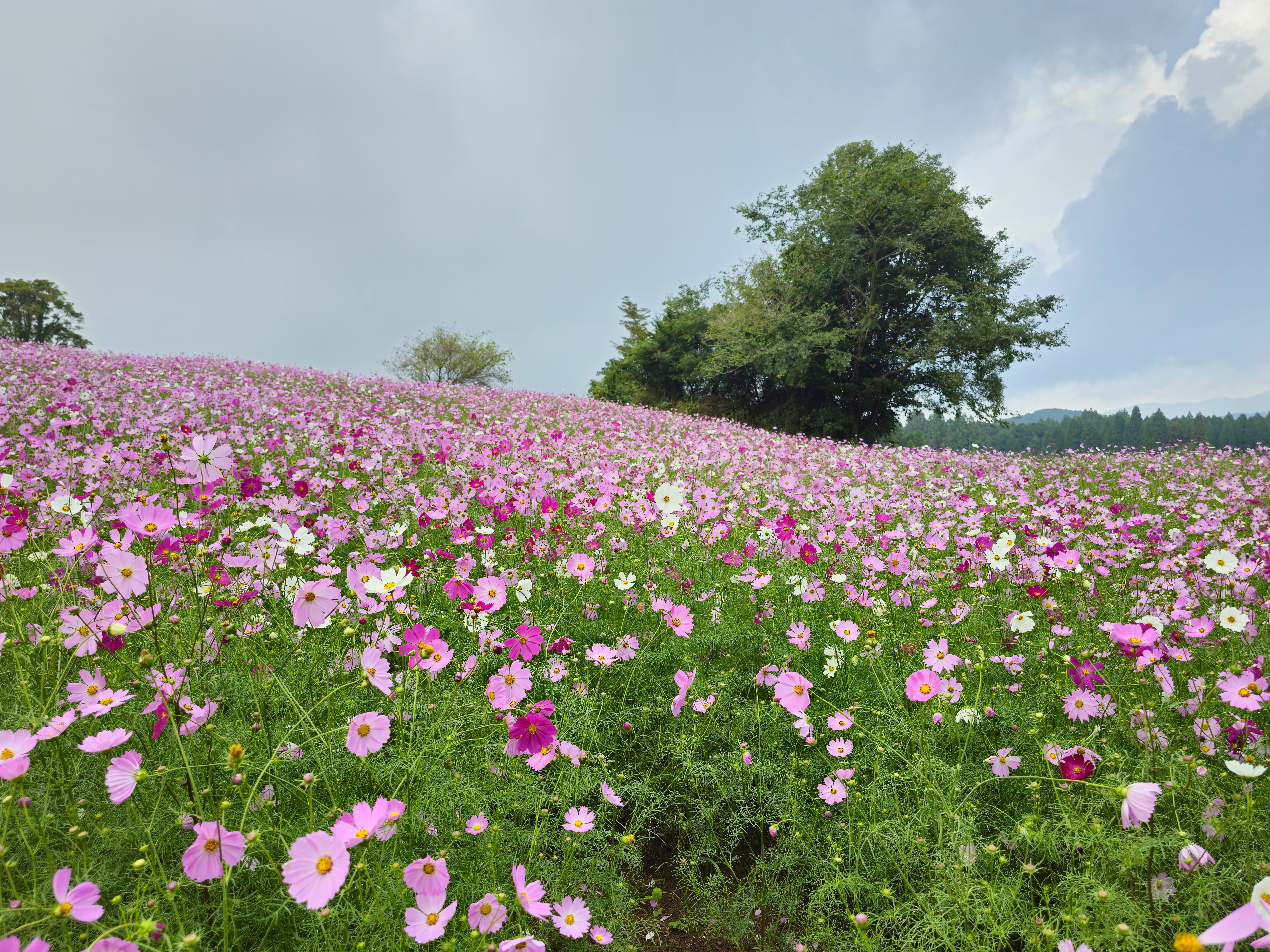
上場高原コスモス園

- ツル飛来地（国の特別天然記念物、指定名称は「鹿児島県のツルおよびその渡来地」）
  - 出水市ツル観察センター
  - ツル博物館クレインパークいずみ
- 出水麓（重要伝統的建造物群保存地区）
- 野間之関所
- 箱崎八幡神社
- 加紫久利神社
- 感応寺（鎮国山感応禅寺）
- 熊野神社
- 紫尾神社
- 高川ダム
- 特攻碑公園（旧出水海軍航空隊跡地）
- 兵六踊り
- 中の市（ちゅうのいち） : 3月
- 高尾野夏まつり : 8月
- 植木市 : 10月〜5月
- 西日本オールドカーフェスティバル

## 出身者・ゆかりのある人物

### 出身者

#### 政治・文化人
- 伊藤祐一郎 - 元鹿児島県知事
- 井上吉夫 - 元参議院議員
- 執印テル - 婦人運動家、鹿児島県初の女性議員
- 神重徳 - 海軍少将（旧高尾野町）
- 先崎一 - 陸上自衛官、初代統合幕僚長（旧高尾野町）
- 井川廣子 - 童話作家

#### 学術
- 﨑元達郎 - 熊本大学元学長、工学者

#### 実業・経済
- 坂井宏行 - 料理人・レストランオーナー、『料理の鉄人』フレンチの坂井

#### スポーツ
- 隆の鶴伸一 - 大相撲力士
- ドン荒川 - プロレスラー
- 外木場義郎 - プロ野球選手（広島東洋カープ）
- 青木和義 - プロ野球選手（西武ライオンズ）
- 細山田武史 - プロ野球選手（横浜DeNAベイスターズなど）
- 内山俊彦 - プロサッカー選手（モンテディオ山形など）
- 大迫敬介 - プロサッカー選手（サンフレッチェ広島）
- 一山麻緒 - 陸上競技選手（資生堂所属）
- 白石黄良々 - 陸上競技選手（セレスポ所属）

#### 音楽・芸能
- じゃっどん小野ちゃん
- 花柳糸之 - 花柳糸之社中代表
- 宇徳敬子 - シンガーソングライター
- 前田瑠美 - 歌手・武道家
- 川元文太 - お笑い芸人（ダブルブッキング）
- シモタ - お笑い芸人（元コウテイ）
- 野村龍之介 - お笑い芸人　(あさかぜ)
- 宮内ひとみ - 女優・タレント
- 今村悦朗 - 元SKE48・NGT48劇場支配人
- 細山田水紀 - ぷよぷよプロデューサー
- 榮倉奈々 - 女優
- 浜島大将 - 俳優
- 薩摩剣八郎 - 俳優・スーツアクター。平成ゴジラシリーズのゴジラを勤めた。

#### マスコミ
- 枦山南美 - フリーアナウンサー
- 亀田晃一 - 南日本放送技術部長・気象予報士
- 宮原亜矢 - ラジオDJ・音楽ライター

### ゆかりのある人物
- 村下孝蔵（シンガーソングライター） - 出身は隣接の熊本県水俣市であるが、幼少期に一時期同市に居住していた。
- 長渕剛（シンガーソングライター） - 実父の仕事の関係で一時期同市に居住していた。
- 鹿島綾乃（NHKアナウンサー）

## 出水市を舞台とする作品
- あゝ同期の桜 - 1967年に製作・公開された東映の映画作品。出水市にてロケが行われた。